# Одо де Сан Аман
Одо де Сан Аман (фр. Eudes de Saint-Amand) био је осми велики мајстор витезова Темплара и ту функцију је обављао од 1171. до 1179.

## Лични живот
Одо де Сан Аман је рођен у Француској. Он је био маршал Јерусалима и касније виконт. Као лидер реда био је јако тврдоглав што ће му у подједнакој мери донети и славу и проблеме. Пример за ово се може наћи 1172. када је витез Гантијер ди Менил (фр. Gantier du Mesnil) од стране краља Алмарика I од Јерусалима оптужен за убиство исламских великодостојника Сан Аман је одбио да га изручи уз објашњење да власт над редом има само Папа.

## Војничка каријера
Сан Аман је учествовао у неколико ратних експедиција као Велики Мајстор. Предводио је војне акције у Наблусу, Јерихону, Џерашу где је постигао значајне победе са Темпларима. Једна од најзначајних је победа у бици која се одиграла у близини данашњег Рамла у Израелу против Саладина. У марту 1179. Сан Аман је учествовао у изградњи тврђаве на Јаковљевом газу, та тврђава је нарушила претходно постигнуто примирје између Саладина и Балдуина IV којим је та територија проглашена неутралном зоном и служила је за прелазак трговаца. Саладин је понудио новац Сан Аману у замену за уништење тврђаве али је велики мајстор то одбио. Приликом једног обиласка спорне територије, августа исте године, Темплари су упали у заседу Саладинове војске, битка која је уследила за последицу је имала заробљавање Сан Амана и рањавање краља Балдуина IV. Неколико дана касније Саладинове снаге су срушиле зид тврђаве и нанеле тежак пораз Темпларима који су тамо остали стационирани убивши 800 витезова док су 700 заробили. Сан Аман је умро у једном од Саладинових затвора током 1180. Његово ослобађање је предлагано у замену за неке Саладинове рођаке али преговори су дошли сувише касно по великог мајстора. На челу реда наследио га је Арно де Торож.